# Simfonija
Simfonija  je izraz koji potječe iz starogrčkog σύν "zajedno" i φωνή „zvuk“. Od početka 17. stoljeća označava instrumentalna glazbena djela koja su se stilski tijekom niza stoljeća mijenjala po stilu i sastavu orkestra koji ih izvode. Obično se sastoji od četiri stavka. 
Simfonijska glazba spada kao najrasprostranjenije područje glazbenog stvaralaštva u oblik umjetničkog izražavanja. Svoj klasičan oblik dobila je od Haydna te Mozarta. 

## Razvoj simfonije

### Barok
U baroku je Sinfonia izvorno bila djelo za orkestar. Nalazila se u duhovnoj crkvenoj glazbi te u operi i baletu ali i kao uvod (Ouverture; Uvertira). Do kasnog 18. stoljeća uvertira se dijelila na napuljsku ili talijansku i na francusku uvertiru. 

### Klasicizam
U klasicizmu simfonija dobiva višestavačni oblik i imala je 3 ili 4 stavka, s rasporedom stavaka brzo-sporo-menuet-brzo. Joseph Haydn je jedan od prvih skladatelja te skladao 104 simfonija. Haydn je skladao većinom prema pravilima, no iznimka je samo 60. simfonija koja ima 6 stavaka.
Sredinom XVIII stoljeća, simfonija se oblikuje kao samostalan glazbeni oblik, pisan za orkestar. Najveće zasluga u to vrijeme, pripadala je kompozitoru i dirigentu Janu Vaclavu Štamicu i njegovom orkestru zvanom Manhajmska Škola, prema gradu u kom je djelovala. Simfonija dobiva tri zasebna stava - dva brza, bočna alegra i jedan središnji adagio, što zatim prihvataju i dalje razvijaju Haydn i Mozart, dajući simfoniji zrelo klasično obilježje četvorostavačnosti. S Haydnom i Mozartom, simfonijska glazba je konačno oblikovana.
Joseph Haydn, prvi veliki majstor glazbenog klasicizma i prvi u čuvenom Prvom Bečkom Trijumviratu (Haydn, Mozart, Ludwig van Beethoven), konačno je otkrio i ustanovio klasičnu formu simfonijske glazbe. Slično Mozartu, razvio ju je od naslijeđenog kratkog trostavačnog oblika iz epohe pretklasicizma, do zrelog i proširenog četvorostavačnog oblika (adagio uvod,allegro - andante - menuet - rondo, finale). Može se slobodno reći: da Haydn nije ustalio klasični simfonijski oblik, ni Mozart ne bi stvorio svoja najbolja poznija dela, a Beethoven ne bi našao inspiraciju za finale svoje Devete (a našao ju je pored ostalog i u Andanteu, drugom stavu Haydnove Druge Simfonije!).
Danas je poznato ukupno 106 Simfonija Josepha Haydna i sve one odražavaju razvojni put simfonijske glazbe u 17. stoljeću, sve do pojave jednog Beethovena. Većina ranijih simfonija, komponovane su za kućne koncerte kneza Esterhazija, gdje je Haydn službovao do 1790. godine.
Haydn je uzdigao simfonijski oblik na njegov razvijeni klasični nivo. U svojim simfonijama, Haydn je koristio tematski materijal baziran na narodnom stilu. Haydn je pojednostavljivao glazbeni materijal u stavovima svojih Simfonija i nanovo mu saglasno svom glazbenom majstorstvu, davao složeniju tonsku strukturu, približavajući je glazbenoj arhitekturi. Tipično je za Haydnov simfonijski stil još i to da je često isticao pojedine note ili motive iz tema i efektno ih razrađivao, posebno u strogo sonatnom, prvom stavu (u njemu je i lagani uvod prije nastupa sonatnog prvog stava, također Haydnovo dostignuće). Naivni karakter narodne igre, kod Haydnovih Simfonija je zadržavao samo treći stav, menuet. Iako su menuet u simfoniji koristili i Haydnovi prethodnici (prvi ga je uveo, kao što smo vidjeli, Tomazo Albinoni), tek s Haydnom on postaje punopravni sastavni dio simfonije, pripremajući dolazak betovenskom skercu. Osobeni su po svome stilu i Haydnovi lagani stavovi, gdje su melodije, često veoma jednostavne, razrađivane u tehnici varijacija, koju će tek kasnije preuzeti i snažno razviti Beethovenov glazbeni genije. Iznenadni nastupi pauza (što je posebno karakteristično za finalne stavove Haydnovih Simfonija), Haydnu su osigurali počasno mjesto u povijesti glazbe i nadasve u antologiji simfonijske glazbe i ukazali na put kojim će ići stvaraoci u kasnijim glazbenim epohama.
U stopu s Haydnom, simfonijsku glazbu je polazeći od naslijeđenih oblika, stvarao i Wolfgang Amadeus Mozart. I on je kao i Haydn, pošao od kratkog trostavačnog oblika prve polovine 18. stoljeća i stvorio je prava remek djela zrelog četvorostavačnog simfonijskog klasicizma.
A na prelasku iz 18. u 19. stoljeće, Beethoven polazi od one točke do koje su stigli Haydn i Mozart i prvi značajno proširuje simfonijski oblik. Galantni menuet, zamjenjuje njegovom ‘’ubrzanom’’ verzijom, ‘’skercom’’, dajući tako ovom stavu snažnije, dramamtičnije obrise. Simfonijska glazba tako dobiva nov i još značajniji razvojni put, koji u epohi glazbenog romantizma 19. stoljeća dovodi, kako do stvaranja novih simfonijskih oblika ili obogaćivanja starih, tako i do značajnog proširivanja klasične simfonije do monumentalnih dimenzija.